# Wabash National

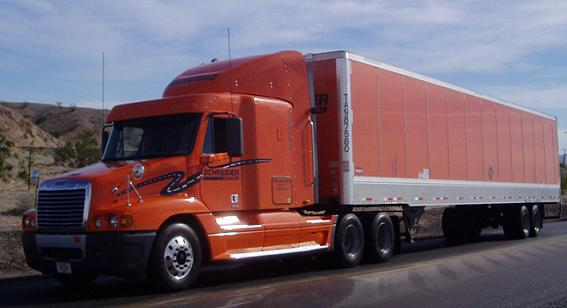
Eine Sattelzugmaschine der Marke Freightliner vor einem Auflieger des Herstellers Wabash National.

Wabash National ist ein führender Hersteller von Aufliegern, Anhängern und Aufbauten aus den Vereinigten Staaten. Das Unternehmen zählt zu den zehn größten Herstellern von unmotorisierten Nutzfahrzeugen weltweit und nimmt unter den Mitbewerbern in den Vereinigten Staaten den ersten Platz ein.
Das 1985 von ehemaligen Mitarbeitern des Herstellers Monon zu Entwicklungszwecken gegründete Unternehmen ist seit 1991 vor allem in den Vereinigten Staaten, Kanada und Mexiko präsent. Seine Nutzfahrzeuge vermarktet es teilweise auch unter den Markennamen Beall, Benson, Duraplate, Garsite, Transcraft oder Walker. Zu den wichtigsten Nutzfahrzeugen im Portfolio des Unternehmens gehören unter anderem Auflieger mit Kofferaufbau, für den Kühlguttransport, Pritschenwagen und Containerchassis. Die wichtigsten Mitbewerber von Wabash National sind vor allem Great Dane, Stoughton und Manac.